# 周士皐
周士皐（1575年—1610年），原名周燿，字子寅，號明崖，山東萊州府即墨縣（今属青岛市）人，軍籍，明朝政治人物。

## 生平
丙午山東鄉試十一名舉人，萬曆三十八年（1610年）庚戌科會試一百二十二名，第三甲第六十八名進士。授都察院觀政，本年卒。

## 家族
曾祖周尚美；祖周賦，贈奉議大夫右春坊右中允；父周如砥，己丑進士、國子監祭酒；母張氏（封安人）。具慶下，妻解氏，繼妻江氏。
兄壝；權（武生）；柱；坫；機；榭；棋；梯（武生）；櫝；室；楫；烱（庠生）；堂。弟陞；臺；梓；垣；墩；燝（廪生）；里；培；濬；瀚（庠生）；炳；煇；焻（庠生）；燁；演。